# Banga (Cuanza Norte)
Banga é uma cidade e município da província do Cuanza Norte, em Angola.
O município tem uma área de 1 260 km² e cerca de 23 mil habitantes. É limitado a norte pelos municípios de Quitexe e Bolongongo, a leste pelos municípios do Quiculungo e Samba Caju, a sul pelos municípios de Lucala e Gonguembo, e a oeste pelo município de Bula Atumba.
O município possui, além da comuna-sede, que também conserva o nome de Banga, as comunas de Caculo Cabaça, Cariamba e Aldeia Nova.